# Millbay

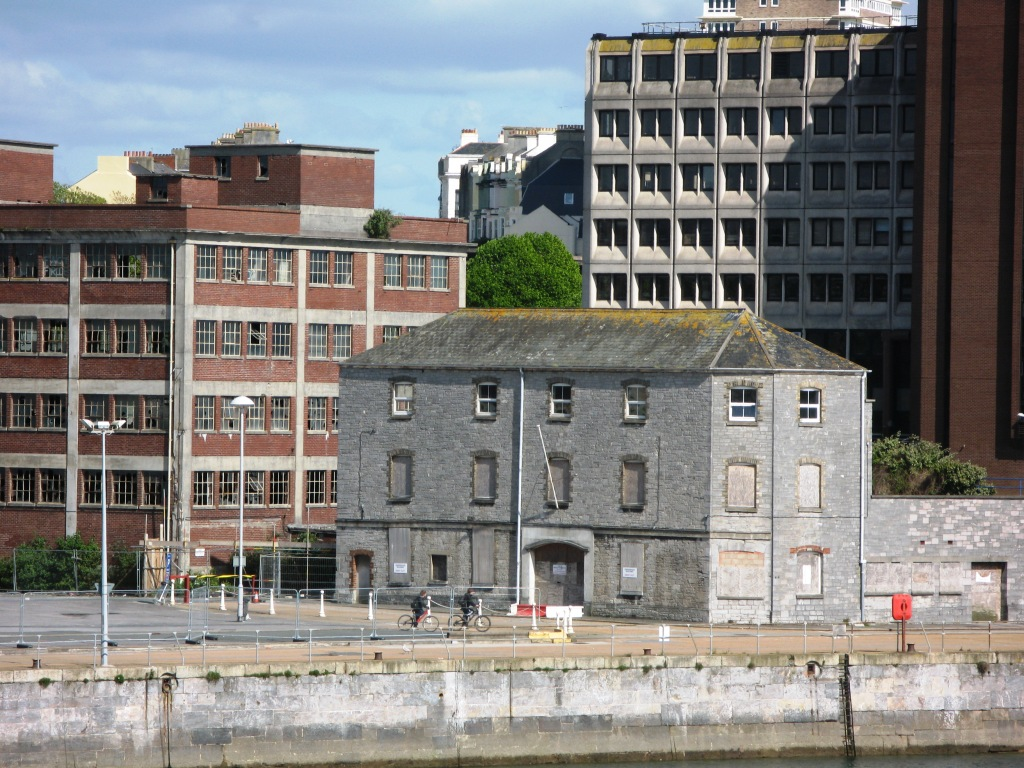
Un vecchio magazzino a Millbay Docks a Plymouth sopravvive circondato da edifici più moderni

Millbay, o Mill Bay, nota anche come Millbay Docks, è una zona nella zona portuale di Plymouth, nella Contea del Devon, in Inghilterra. Si trova a sud di Union Street, tra West Hoe che si trova a est e Stonehouse che si trova a ovest. La zona, attualmente, è soggetta a riqualificazione pubblica e privata con costruzione di nuove case, locali commerciali, porto turistico, una scuola con 1000 studenti e apertura del lungomare per un maggiore utilizzo pubblico.

## Storia antica
Mill Bay era un'insenatura naturale a ovest di Plymouth Hoe. In origine era molto più estesa dell'attuale porto, perché includeva il cosiddetto "Sourepool" che era una palude salata che si estendeva approssimativamente lungo la linea dell'attuale Union Street. Il Sourepool era separato dalla baia da un collo stretto attraverso il quale sono stati costruiti mulini a marea, probabilmente nel XII secolo. Questi mulini erano gestiti dai Priori di Plympton che si guadagnavano da vivere con il grano macinato. 
A la metà del XV secolo, erano di proprietà e posti in affitto dalla Corporazione di Plymouth; il contratto di affitto fu venduto a Francis Drake nel 1573. In 1591–92 Drake costruì sei nuovi mulini lungo il Drake's Leat che aveva completato da poco. Intorno a quel periodo i vecchi mulini a marea furono chiusi e il Sourepool fu prosciugato (per ottenere un prato") nel 1592.

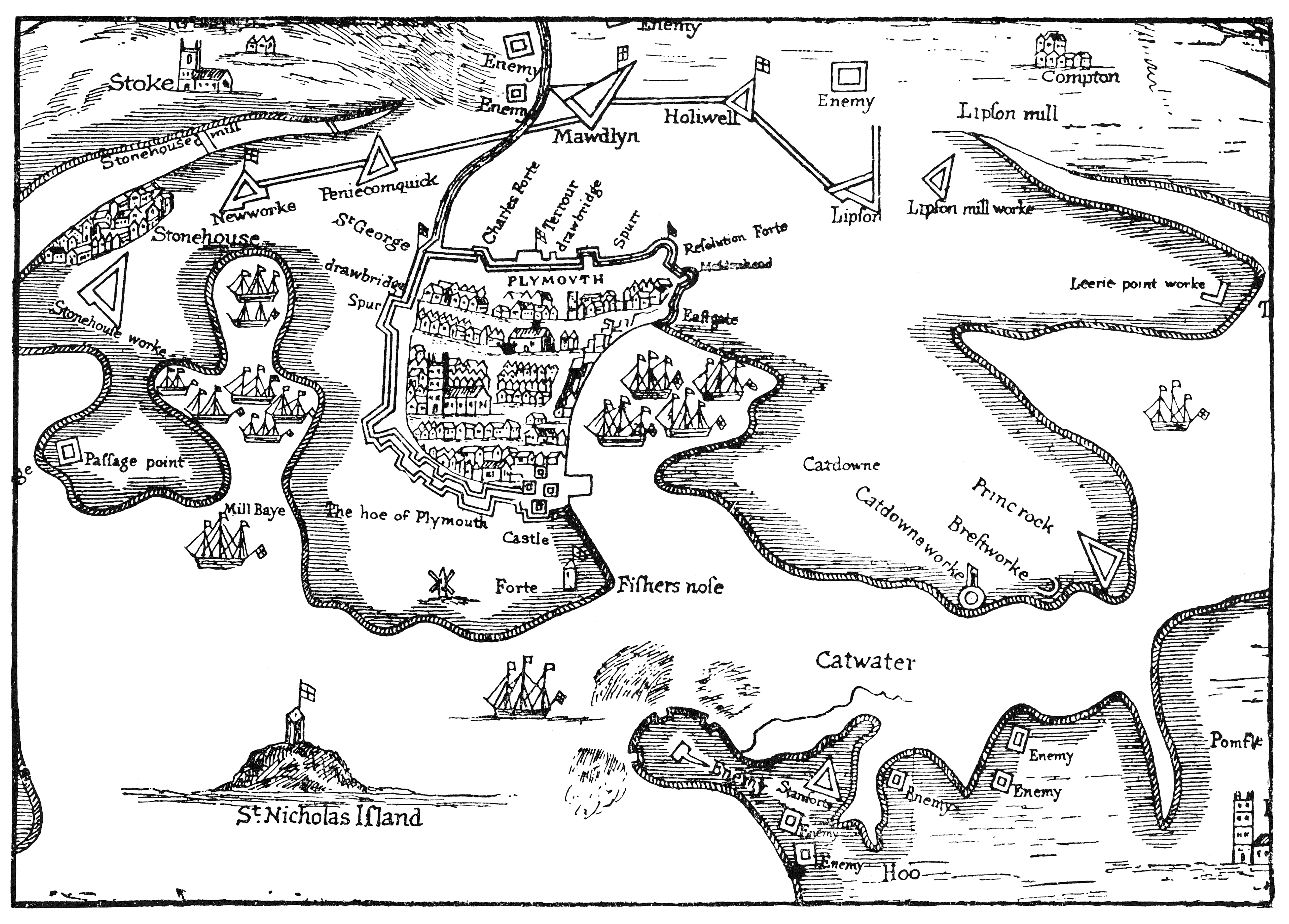
Mappa di Plymouth al tempo della guerra civile, mostrando l'estensione di Millbay

Durante la guerra civile inglese, Plymouth si schierò con il Parlamento e fu soggetta ad un assedio prolungato da parte dei realisti tra il 1642 e il 1646. A quel tempo Millbay era l'unico porto di Plymouth fuori dalla portata dell'artiglieria realista e divenne l'unica fonte di rifornimento per la città. Dalla fine della guerra civile Millbay ritornò ad essere un tranquillo punto di ancoraggio senza moli o strutture portuali, ma nel 1756 John Smeaton costruì un molo e un cantiere nell'angolo sud-ovest del porto per scaricare e lavorare la pietra per il terzo Faro di Eddystone. Una nave da dieci tonnellate, chiamata  Eddystone Boat , fu ormeggiata qui e portò le pietre lavorate alla barriera.
Il faro di Smeaton fu completato in 1759 e intorno allo stesso periodo furono completati la Long Room (una sala riunioni), il bagno, il campo da bocce e furono costruiti altri servizi nelle vicinanze. Di questi, sopravvive solo la Long Room, costruita in mattoni rossi con rivestimenti in pietra di Portland. A Nord, tra il 1779 e il 1785, furono costruite le Stonehouse Barracks (caserme di Stonehouse). Fino a quando gli speculatori vittoriani non costruirono nuove banchine e magazzini, Millbay aveva un accesso al mare da cui i soldati della marina si imbarcavano per il servizio in mare.

## Espansione nel XIX secolo
(Exeter Flying Post, 19 giugno 1845.)
Una carta della fine degli anni 1830 mostra una piccola "Union Dock" (banchina Union) a Millbay, di cui non si sa molto, ma nel 1840 un atto del Parlamento conferì a Thomas Gill l'autorità di costruire un molo e altre opere presso l'acceso al mare di Millbay e di rendere più profonda l'insenatura. Gill disponeva di una cava sul lato est del porto e il molo da lui costruito, ora conosciuto come Millbay Pier (Molo di Millbay), era lungo 150 metri (500 piedi) e fu completato nel 1844. L'anno seguente l'SS Great Britain attraccò qui durante il suo viaggio inaugurale a New York e fu visitata da 15.000 turisti.
Nel 1846 un altro atto del Parlamento incaricò la Great Western Dock Company di fornire servizi completi per la navigazione a Millbay. Gill vendette il suo Millbay Pier a questa compagnia e divenne un dirigente. L'ingegnere Isambard Kingdom Brunel fu incaricato di progettare nuove banchine; sia lui che Gill furono coinvolti nei lavori della Ferrovia del Devon del Sud e perciò non sorprende che la stazione di Plymouth Millbay fu aperta poco tempo dopo, nel 1849. L'anno successivo venne costruito un prolungamento della ferrovia verso le nuove banchine, vennero attivate le strutture doganali e le banchine vennero riconosciute come stazione postale governativa.
Successivamente, Brunel costruì un altro molo, un pontile galleggiante in ferro lungo 90 m (300 piedi) e largo 12 m (40 piedi) per l'Irish Steamship Company, le cui navi usavano regolarmente il porto. Poi costruì il bacino interno, con pareti di calcare e granito, il quale comprendeva varchi di accesso e un bacino di carenaggio sul lato occidentale e, in termini di dimensioni, misurava 380 per 120 m (1.250 per 400 piedi). Fu aperto nel 1857. Parte della diga di terra che era stata costruita attraverso il porto per facilitare la creazione del bacino interno è stata mantenuta per la successiva costruzione del Trinity Pier (Molo Trinity). Da allora in poi furono apportate alcune modifiche, ma non vi furono grandi cambiamenti fino alla costruzione del terminal dei traghetti negli anni '70.
Millbay era un molo commerciale molto attivo perché poteva ospitare navi più grandi della Sutton Pool, al largo del Cattewater (quel tratto d'acqua dove la foce del fiume Plym si fonde con Plymouth Sound). È stata gestita un'ampia gamma di merci e il grano è sempre stato un'importante merce d'importazione. Millbay era anche una delle principali stazioni di rifornimento nel Canale della Manica. Qui ebbe luogo una notevole quantità di costruzioni navali: Willoughby Bros Ltd., per esempio, fu in affari dal 1857 fino al 1969 e costruì navi per la Royal Mail Steamship Company, Customs and Excise e altri, così come traghetti per Torpoint, Saltash, Littlehampton e Felixstowe.

## Traffico marittimo da e verso l'Oceano

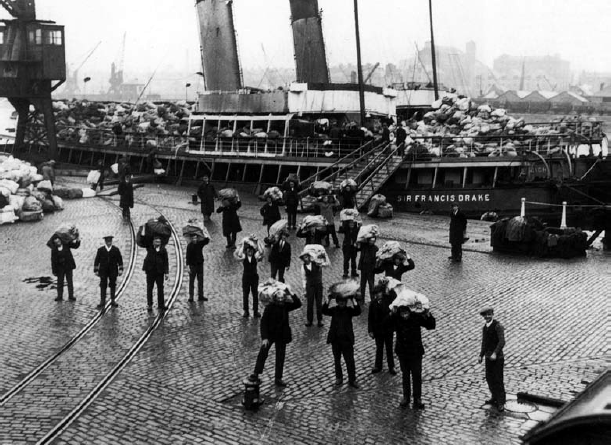
Scarico a mano della posta dal "Sir Francis Drake" a Millbay Docks, marzo 1926

Dagli anni 1870 fino alla Seconda Guerra Mondiale Millbay fu un punto di sbarco molto utilizzato per ricchi viaggiatori dagli Stati Uniti che preferivano sbarcare con le navi transatlantiche a Plymouth Sound, sbarcando in tender e prendendo i treni veloci dalla stazione di Millbay alla stazione di Londra Paddington, riducendo così in modo sostanziale i tempi di viaggio ed evitando il passaggio in mare verso Southampton o Tilbury. Questo era conosciuto come "il percorso che taglia gli angoli". Per avere un'idea dell'ordine di grandezza di questo giro d'affari basti pensare che nel corso del XX secolo oltre sei milioni di passeggeri sono sbarcati o sono stati imbarcati da Millbay e ben 800 passeggeri potevano arrivare a terra da una singola nave di linea. L'anno di punta per il traffico di linea è stato il 1930, quando a Plymouth ci furono 788 richieste di collegamenti di linea. Sono stati gestiti anche milioni di pacchi postali.
La compagnia ferroviaria si rese conto rapidamente dei vantaggi di questo traffico e prese l'iniziativa di ordinare il primo di una serie di piroscafi, il Sir Francis Drake (173 tonnellate), consegnato nel 1873. Esso fu subito seguito dal più piccolo Sir Walter Raleigh e nel 1883 dal Palmerston e dal Smeaton. Ne seguirono molti altri, che culminarono nel Sir John Hawkins che sostituì l'ormai datato Smeaton nel 1929. Il Sir John Hawkins era di 939 tonnellate ed era in grado di raggiungere una velocità di circa 14 nodi (26 km/h).
Domenica 28 aprile 1912 la maggior parte dell'equipaggio sopravvissuto al disastro del Titanic sbarcò qui in segreto. Furono poi presi e portati in treno dalla stazione di Millbay a Southampton.

## Oggi
Attualmente ci sono due grandi bacini di acque profonde, uno dei quali è di proprietà della Brittany Ferries, che ha qui il suo quartier generale nel Regno Unito. Dal 1973 la compagnia ha fornito servizi di traghetti da questo bacino verso Roscoff sulla costa Nord della Bretagna, Francia, ed anche verso Santander sulla costa Nord della Spagna. I servizi di traghetto partono e arrivano giornalmente da marzo a fine ottobre e meno regolarmente durante i mesi invernali.

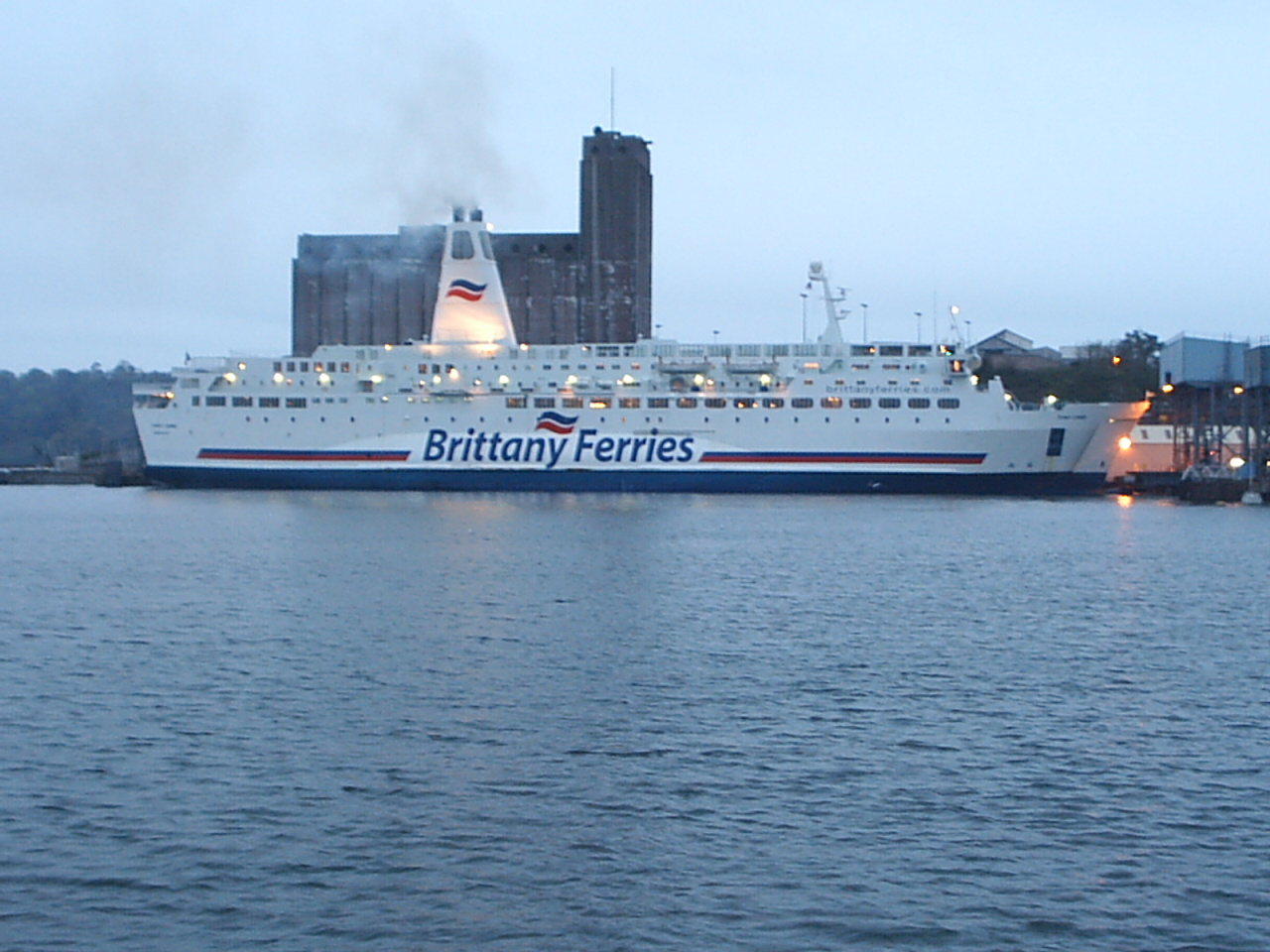
L'MV Pont L'Abbe a Millbay nel 2006. Il silo per il grano (ora demolito) è in sottofondo.

Il bacino è stato espanso nel 2003 per consentire l'accesso alla nuova nave ammiraglia Pont-Aven, da 40.000 tonnellate, della Brittany Ferries e anche l'edificio del terminal è stato rinnovato. La Pont-Aven condivide il bacino con la nuova MV Armorique, che ha sostituito la MV Pont L'Abbe. Durante i mesi invernali, la MV Bretagne, solitamente diretta a Portsmouth, a volte visita Millbay. Durante il mese di febbraio 2008, la nave veloce HSC Normandie Express della Brittany Ferries ha visitato Millbay ed è stata la prima volta che una nave veloce è stata utilizzata da Millbay.
Millbay ospita la sede della Plymouth RNLI All-Weather and Inshore Lifeboats, come è sempre stato dal 1862. Il punto di riferimento che la maggior parte degli abitanti di Plymouth ricorda come il modo più semplice per localizzare l'ingresso di questo porto è dove è stato demolito, all'inizio del 2008, un enorme silo di cemento grigio a forma di scatola con una notevole torre..
Millbay sta subendo un cambiamento significativo dopo che l'area è stata considerata una priorità strategica per la riqualificazione a Plymouth, ossia è stata considerata "un'opportunità chiave all'interno della riqualificazione generale di Plymouth, data la sua posizione sul lungomare, la vicinanza al centro della città e lo status di gateway" (PCC, 2005).
L'area ha sofferto di alti tassi di criminalità (non ultimo per essere stato il più frequentato e famigerato quartiere a luci rosse di Plymouth per oltre un secolo) e si trova all'interno del St Peter’s Ward, classificato come il quartiere più povero di Plymouth e che rientra nel primo 10% dei quartieri più poveri d'Inghilterra (in base agli indici di povertà multipla del 2004).
Sono state preparate proposte di riqualificazione per un certo numero di anni attraverso una collaborazione tra comunità locale, Plymouth City Council, South West Regional Development Agency, English Partnerships, insieme al principale promotore di sviluppo English Cities Fund (una joint venture tra pubblico e privato data dalla partnership tra Muse Developments, Legal and General Property e Homes and Communities Agency).
Il piano d'azione 2006-2021 per le aree di Millbay e Stonehouse è stato adottato dal Plymouth City Council nel 2007. Nello stesso anno il primo Millbay Masterplan ha ricevuto il consenso progettuale e lo stesso è stato aggiornato nel 2015.
Il primo nuovo progetto di sviluppo di Millbay, Cargo, è stato completato nel 2010. Grazie a ciò, è stato fatto un notevole progresso nel fornire una visione di riqualificazione per Millbay.
I principali lavori per dragare il bacino interno di Millbay e ripristinare le sue storiche mura di bacino hanno permesso a Millbay di ospitare il villaggio sportivo per l'evento a Plymouth nel 2011 per le America’s Cup World Series e ha facilitato lo sviluppo del nuovo King Point Marina da 171 posti letto, inaugurato nel 2013.
A metà del 2016, la riqualificazione a Millbay aveva portato a oltre 400 nuove case, 19.000 piedi quadrati di nuovo spazio commerciale, una nuova scuola da 1.000 studenti (la Plymouth School of Creative Arts) e il King Point Marina.
I miglioramenti in ambito pubblico apportati questa riqualificazione includono nuove banchine paesaggistiche aperte al pubblico e la prima sezione di un nuovo viale (Isambard Brunel Way) e sono mirati a ricollegare il centro città e il lungomare, scopo da lungo tempo perseguito dalla politica di pianificazione di Plymouth.